# Soundchaser
Soundchaser è il quattordicesimo album in studio del gruppo musicale power metal tedesco Rage, pubblicato nel 2003 dalla Steamhammer.

## Il disco
È un concept album di matrice lovecraftiana e narra la storia del Sounchaser, il teschio dai denti a punta che compare sulle copertine dei Rage ormai dal 1998.
La versione giapponese dell'album contiene le tracce bonus French Bourreé e Fuga.

## Trama
In tempi remoti i Grandi Antichi (Great Old Ones), entità meccaniche provenienti da un lontano futuro, hanno iniziato la vita sul nostro pianeta e hanno lasciato creature biomeccaniche come il Soundchaser. Questi esseri vengono riscoperti con alcune spedizioni tra i ghiacci antartici e vengono riutilizzate da un'organizzazione internazionale contro i pericoli rappresentati dai terroristi e dalla criminalità (il mondo viene descritto nella track "War Of Worlds" e questo utilizzo si può ascoltare nel brano "Defenders Of The Ancient Life"). Le creature si attivavano soltanto grazie alla musica e dopo la riscoperta vengono "riportati in vita" diventando metà macchine e metà uomini (vedi "Flesh And Blood" e "Human Metal").

## Tracce
1. Orgy Of Destruction (Intro)
2. War Of Worlds
3. Great Old Ones
4. Soundchaser
5. Defenders Of The Ancient Life
6. Secrets In A Weird World
7. Flesh And Blood
8. Human Metal
9. See You In Heaven Or Hell
10. Wake The Nightmares (Falling from Grace: Pt.1)
11. Death Is On It's Way (Falling from Grace: Pt.2)
12. French Bourree (Bonus track Digi-Pack)
13. Fuga (Bonus track Japan Version)

## Formazione
- "Peavy" Wagner - basso, voce
- Victor Smolski - chitarra
- Mike Terrana - batteria